# Paralastor imitator
Paralastor imitator är en stekelart som beskrevs av Perkins 1914. Paralastor imitator ingår i släktet Paralastor och familjen Eumenidae. Inga underarter finns listade i Catalogue of Life.